# Philippe Laurent (homme politique)
Pour les articles homonymes, voir Laurent et Philippe Laurent.
Philippe Laurent, né le 14 mai 1954 à Hautmont (Nord), est un homme politique français.
Élu local depuis 1977 à Sceaux (Hauts-de-Seine), dont il est le conseiller général de 1998 à 2011 et maire depuis le 19 mars 2001, Philippe Laurent est professionnel du conseil auprès des collectivités locales dans le domaine du management, de la gestion et de la communication financières, de l’intercommunalité, de la fiscalité locale et de la mise en place d'outils de gestion. Il est dans ce cadre professeur associé au CNAM. 
Il devient en 2002 président de la commission des finances et de la fiscalité de l'Association des maires de France (AMF) et est élu en novembre 2014 secrétaire général de l'association. Il est également vice-président de l’Association des petites villes de France (APVF). Il a été entre 2011 et 2014 président de la Fédération nationale des collectivités pour la culture (FNCC), puis vice-président. Depuis 2011, il est président du Conseil supérieur de la fonction publique territoriale (CSFPT). Depuis 2023, il préside également la fédération des Entreprises publiques locales (FedEPL).

## Biographie

### Formation
Philippe Laurent intègre l'École centrale Paris, en 1973 (promotion 1976). Admis également à l'Institut d'études politiques de Paris, section économie-finances, il en est diplômé en 1977.

### Parcours professionnel
Il mène une carrière professionnelle chez Renault, puis comme consultant, exerçant dans des cabinets tels que Bossard Consultants.
En 1991, il crée sa propre structure de conseil qu'il dirige. Il exerce notamment cette activité auprès de collectivités locales, s'étant spécialisé, de fait, dans la gestion locale.
À partir de 2007, il exerce également comme professeur associé au Conservatoire national des arts et métiers (CNAM).

### Parcours politique
Militant en parallèle (« malgré un net désintérêt pour les partis [...] ce sont plutôt les structures de réflexion sur l’action locale [...] qui l’intéressent »), élu, puis dirigeant de l'UDF, ainsi que membre du bureau national, il décide de ne rejoindre ni le Modem, ni le Nouveau Centre lors de la création de ces formations en 2007. Il devient élu sans étiquette. Patrick Devedjian, devenu président du conseil général des Hauts-de-Seine, lui retire alors la troisième vice-présidence du conseil.
Aux municipales de 2008, il est réélu largement maire de Sceaux,.
Après ces élections, il reste président de la commission des Finances de l'Association des maires de France ; il est consulté régulièrement par les médias à ce titre, pour expliquer et défendre le rôle des collectivités locales,. Le 6 février 2009, après l'annonce par le président de la République Nicolas Sarkozy de la suppression prochaine de la taxe professionnelle, il conteste les chiffres du chef de l’État et demande une réforme globale de la fiscalité locale. 
Le 10 juin 2009, Philippe Laurent est élu vice-président de Paris Métropole. Début septembre 2009, il publie Décentralisation : en finir avec les idées reçues, où il défend le bilan de la décentralisation et combat les remises en cause, telles qu'il les perçoit, dans les réformes fiscales voulues par le président de la République.
Le 27 mars 2011, il perd son mandat de conseiller général des Hauts-de-Seine, battu par Jean-Jacques Campan, candidat sans étiquette alors que lui-même se présentait sous l'étiquette « autre candidat majorité présidentielle ».
Il affirme cette même année 2011 sa présence dans les organismes nationaux liés à la gestion territoriale et devient d'abord président de la FNCC en juillet 2011, dans le cadre normal de l'alternance en vigueur dans cette fédération, puis est élu le 28 septembre 2011 président du CSFPT, organe paritaire suprême de la fonction publique territoriale, par 16 voix contre 12 à la candidate soutenue par la gauche. Outre le soutien des élus de droite et du centre, il bénéficie également du soutien de certaines organisations syndicales.
En décembre 2012, il est élu président de Paris Métropole pour un an.
Candidat aux élections municipales de mars 2014, il est investi par l'UDI et reçoit le soutien de l'UMP. Sa liste obtient 53 % des voix au second tour avec la présence de trois autres listes.
Il est élu secrétaire général de l'AMF lors du congrès de novembre 2014. Il est réélu en mars 2015, à l'unanimité, président du CSFPT. En juillet 2015, le Premier ministre, Manuel Valls, lui confie une mission sur le temps de travail dans la fonction publique. Le rapport, est remis en mai 2016 à la ministre de la Fonction publique Annick Girardin et non à Manuel Valls qui préfère se désister. Le rapport comprend 34 propositions proposant notamment une harmonisation des pratiques des collectivités locales. Alors que le texte est qualifié par les médias spécialisés de « rapport qui pourrait fâcher les fonctionnaires », Philippe Laurent affirme, aussi en tant que président du CSFPT, que « ce rapport n’est ni à charge, ni à décharge, il s’inscrit au contraire dans une approche objective et sérieuse, afin d’apaiser les débats. »
En tant que secrétaire général de l'AMF, il s'oppose dès mai 2017, dans une tribune du Monde à l'exonération de 80 % des ménages de la taxe d'habitation promise par Emmanuel Macron lors de la campagne présidentielle de 2017. En dépit de la promesse de l’État de compenser intégralement cette mesure pour les collectivités locales, il estime que la perte d'autonomie fiscale de celles-ci est contraire à l'article 72 de la Constitution qui dispose que « ces collectivités s'administrent librement ». Il critique également, au micro de France Inter, la cohérence de l’État concernant les rythmes scolaires.
En octobre 2018, il décide d'augmenter à Sceaux la taxe d'habitation de 6,7 %, ce qui, selon lui, « ne couvre que pour moitié la baisse des dotations de l’État. » 6 000 autres municipalités font de même. Il est pris à partie par le ministre du Budget, Gérald Darmanin. 
Lors des élections municipales de mars et juin 2020, il est réélu pour la troisième fois maire de Sceaux avec 51,75 % des suffrages.
Candidat à la présidence de l'AMF dans le cadre du renouvellement des instances lors du 103e congrès, il perd l'élection face à David Lisnard, avec 38 % des voix ; il devient deuxième vice-président de l'AMF.
Il affiche un positionnement réputé « Macron-compatible ».
Lors des élections législatives de 2022, il se présente dans la treizième circonscription des Hauts-de-Seine. Il est éliminé dès le premier tour en obtenant 16,49 % des voix, derrière Maud Bregeon (La République en marche-Ensemble) et Brice Gaillard (Parti socialiste-Nupes) qui obtiennent respectivement 32,84 %  et 27,91 % des voix.
Conseiller régional d'Île-de-France depuis décembre 2015, réélu en juin 2021, il devient président de la commission Transports et mobilités.

### Vie personnelle
Philippe Laurent est marié ; il est père de trois enfants.
Il est enseigne de vaisseau de 1re classe (er)[source insuffisante].

### Décorations
- 2015 : officier dans l'ordre national de la Légion d'honneur[25]
  - 2003 : chevalier

## Principales publications
Il est l'auteur de plusieurs interventions et conférences sur la gestion publique locale, la décentralisation et la gouvernance locale, d'articles ainsi que d'ouvrages :
- La Communication financière des collectivités locales, éd. Lettre du Cadre, 1993
- La Stratégie financière des collectivités locales, éd. LGDJ, 1995, 1997
- La M14, enjeux et mise en œuvre, éd. Sorman, 1995
- La Comptabilité des communes, éd. LGDJ, 1998, 2000
- Les Collectivités locales et l'euro, éd. LGDJ, 1999
- Décentralisation : en finir avec les idées reçues !, éd. Lextenson LGDJ, 2009
- Maires de toutes les batailles. En finir avec l'hypocrisie décentralisatrice, éd. de l'Aube, 2021[26]